# Andrea Zanchetta
Andrea Zanchetta (Gaglianico, 2 febbraio 1975) è un allenatore di calcio ed ex calciatore italiano, di ruolo centrocampista, tecnico del Novara.

## Biografia
Suo padre Lino, deceduto nel 2018, era anch'egli un allenatore di calcio.
Ha tre figli, Federico, Mattia e Nicolò, anch'essi calciatori.

## Caratteristiche tecniche

### Giocatore
Era un centrocampista dotato di buona tecnica e abile in entrambe le fasi di gioco. Era anche uno specialista nei calci piazzati.

### Allenatore
Predilige come moduli il 4-3-1-2 e il 4-3-3.

## Carriera

### Giocatore
Ha esordito in Serie A con l'Inter l'8 ottobre 1994 contro il Foggia. L'11 dicembre seguente parte per la prima volta da titolare nella sfida interna contro il Napoli.
A fine anno si è trasferito al Foggia, in Serie B, con cui ha giocato due stagioni.
Nel 1997 si è trasferito al Chievo nel 1997, club in cui ha militato per tre stagioni, prima di essere ceduto in prestito alla Reggina, in massima serie dove retrocede in B nonostante un'ottima stagione condita da 5 reti più una nello spareggio salvezza perso col Verona. Successivamente ha militato per due anni, sempre in prestito, al Vicenza, prima di tornare nuovamente al Chievo nel 2003.
Nella stagione 2006-2007, dopo alcune buone prestazioni e avere pure indossato la fascia di capitano del club, una rete realizzata contro il Parma e un gol su punizione contro l'Atalanta, in gennaio è acquistato a titolo definitivo dal Lecce, in cadetteria, divenendone il capitano e realizzando alcune reti da calcio piazzato. Ha raggiunto la promozione in A nel campionato 2007-2008, giocando coi salentini in massima categoria nella stagione seguente.
Il 2 luglio 2009 passa alla Cremonese, segnando un gol all'esordio in campionato e contribuendo al 2-0 sul Viareggio. Il 4 novembre 2011 annuncia il suo ritiro dall'attività agonistica, in seguito a continui guai fisici.

### Allenatore

#### Gli inizi
Dopo il ritiro dal calcio giocato, rimane nei ranghi della Cremonese come collaboratore tecnico, assumendo il 4 novembre 2011 la guida tecnica della squadra Allievi.
L'11 luglio 2013 viene ingaggiato dalla Juventus come allenatore della squadra Primavera, affiancato in panchina dal vice Fabio Grosso. Il 26 settembre successivo vince coi giovani bianconeri il suo primo trofeo da tecnico, conquistando la Supercoppa Primavera contro i pari età della Lazio. Viene esonerato l'11 marzo 2014, dopo la sconfitta interna subìta dal Parma, assumendo contemporaneamente sino al termine della stagione un diverso incarico all'interno del settore giovanile dei piemontesi.
Per la stagione 2014-2015 viene ingaggiato dall'Alessandria come allenatore della squadra Berretti. Nel luglio del 2015 entra nello staff del Verona, in qualità di collaboratore tecnico, lavorando per Andrea Mandorlini prima e Luigi Delneri poi.

#### Giovanili dell'Inter
Nell'estate 2016, torna al calcio giovanile, assumendo la guida della squadra under 17 di Serie A-B dell'Inter, con cui nella stagione 2016-2017 vince il titolo di campione d'Italia e la Supercoppa italiana. Nel 2018-2019 bissa il successo sia in campionato sia in Supercoppa.
Nella stagione 2019-2020 passa ad allenare la squadra under 18 nerazzurra. Nell'annata 2020-2021 torna sulla panchina della squadra under 17. Nella stagione seguente, viene chiamato nuovamente a guidare la squadra under 18.
Il 2 luglio 2024, viene nominato allenatore della squadra Primavera interista. Al termine della stagione vince il campionato, battendo in finale i pari età della Fiorentina. Poche settimane dopo, il 16 giugno 2025 lascia il settore giovanile nerazzurro.

#### Novara
Il 17 giugno 2025, Zanchetta riceve il suo primo incarico fra i professionisti, venendo ingaggiato come tecnico della prima squadra del Novara, militante in Serie C.

## Statistiche

### Statistiche da allenatore
Statistiche aggiornate al 17 agosto 2025.
| Stagione        | Squadra         | Campionato      | Campionato | Campionato | Campionato | Campionato | Coppe nazionali | Coppe nazionali | Coppe nazionali | Coppe nazionali | Coppe nazionali | Coppe continentali | Coppe continentali | Coppe continentali | Coppe continentali | Coppe continentali | Altre coppe | Altre coppe | Altre coppe | Altre coppe | Altre coppe | Totale | Totale | Totale | Totale | % Vittorie | Piazzamento |
| Stagione        | Squadra         | Comp            | G          | V          | N          | P          | Comp            | G               | V               | N               | P               | Comp               | G                  | V                  | N                  | P                  | Comp        | G           | V           | N           | P           | G      | V      | N      | P      | %          | Piazzamento |
| --------------- | --------------- | --------------- | ---------- | ---------- | ---------- | ---------- | --------------- | --------------- | --------------- | --------------- | --------------- | ------------------ | ------------------ | ------------------ | ------------------ | ------------------ | ----------- | ----------- | ----------- | ----------- | ----------- | ------ | ------ | ------ | ------ | ---------- | ----------- |
| 2025-2026       | Novara          | C               | 0          | 0          | 0          | 0          | CI-C            | 1               | 0               | 0               | 1               | -                  | -                  | -                  | -                  | -                  | -           | -           | -           | -           | -           | 1      | 0      | 0      | 1      | &0,00      | in corso    |
| Totale carriera | Totale carriera | Totale carriera | 0          | 0          | 0          | 0          |                 | 1               | 0               | 0               | 1               |                    | -                  | -                  | -                  | -                  |             | -           | -           | -           | -           | 1      | 0      | 0      | 1      | 0,00       |             |

## Palmarès

### Allenatore
- Supercoppa Primavera: 1

Juventus: 2013
- Campionato Nazionale Under-17: 2

Inter: 2016-2017, 2018-2019
- Supercoppa italiana Under-17: 2

Inter: 2017, 2019
- Campionato Primavera: 1

Inter: 2024-2025